# تشارلز كورنيغاي
تشارلز كورنيغاي (بالإسبانية: Chuck Kornegay)‏ هو لاعب كرة سلة إسباني. لعب مع منتخب إسبانيا في بطولة أمم أوروبا لكرة السلة سنة 2001 في تركيا وحقق المركز الثالث. لعب في أستراليا مع بريزبن بولتز في الدوري الأسترالي لكرة السلة.

## روابط خارجية
- تشارلز كورنيغاي على موقع الاتحاد الدولي لكرة السلة (الإنجليزية)
- تشارلز كورنيغاي على موقع الدوري الإسباني لكرة السلة (الإسبانية)
- تشارلز كورنيغاي على موقع كرة السلة الأوروبية.كوم (الإنجليزية)
- تشارلز كورنيغاي على موقع كلية كرة السلة في سبورتس رفرنس.كوم (الإنجليزية)
- تشارلز كورنيغاي على موقع ريلجم (الإنجليزية)
- تشارلز كورنيغاي على موقع بروبوليرز (الإنجليزية)
- تشارلز كورنيغاي على موقع سبورتس رفرنس (الإنجليزية)